# Ямасиро (провинция)
Ямасиро (яп. 山城国 Ямасиро-но куни, «Страна Ямасиро» или 城州 Дзёсю:, «провинция Ямасиро») — историческая провинция Японии в регионе Кинки на острове Хонсю. Соответствует южной части префектуры Киото.
Провинция Ямасиро была основана в VII веке. Её первоначальный административный центр находился в одноимённом посёлке Ямасиро. После переноса японской столицы в 794 году в Хэйан, он сам начал выполнять роль провинциального центра. Правительство губернаторов Ямасиро находилось в современном городе Одзаки.
Поскольку на территории провинции Ямасиро находилась столица, в которой размещался императорский двор и центральное правительство, эта провинция была важнейшим стратегическим районом Японии.
К XIII века провинция руководилась японским монархом, однако со временем его заместил Киотский инспектор, специальный чиновник самурайских правительств, сёгунатов. С XIV века контроль над Ямасиро стал предметом споров между влиятельнейшими родами средневековой Японии — родов Ямана, Хатакэяма, Иссики, Хосокава и Акамацу. Военное противостояние между ним стало причиной разрушение региона и упадка политического значения Ямасиро как центра государства.
В XVI веке благодаря стараниям Оды Нобунаги и Тоётоми Хидэёси столица Хэйан и провинция Ямасиро возвратили себе утраченный авторитет. Однако установление сёгуната Токугава в городе Эдо стало причиной переноса политического центра страны на Восток.
В период Эдо (1603—1867) провинция Ямасиро находилась под прямым контролем сёгуната Токугава. Ей руководил Киотский наместник. Кроме того, на землях провинции было образовано небольшое владение Ёдо-хан, которое поочерёдно передавалось родам Мацудайра, Нагаи, Исикава, Тода и Инаба.
В результате административной реформы 1871 года провинция Ямасиро была преобразована в префектуру Киото.

## Уезды провинции Ямасиро
В провинцию Ямасиро входило 8 уездов:
- Кадоно (яп. 葛野郡);
- Кии (яп. 紀伊郡);
- Кусэ (яп. 久世郡);
- Отаги (яп. 愛宕郡);
- Отокуни (яп. 乙訓郡);
- Сораку (яп. 相楽郡);
- Удзи (яп. 宇治郡);
- Цудзуки (яп. 綴喜郡).

## Источник
- 『角川日本地名大辞典』全50巻、角川書店、1987—1990年。 (Большой словарь японских топонимов Кадокава : в 50 т.. — Токио : Кадокава сётэн, 1987—1990.)